# Mike Portnoy
Michael Stephen (Mike) Portnoy (Long Beach (New York), 20 april 1967) is een Amerikaanse drummer. Hij verwierf bekendheid als oprichter, leider en drummer van de progressieve-metalband Dream Theater.

## Jeugd
De liefde voor de muziek heeft Portnoy van zijn vader gekregen, die dj bij een lokaal radiostation was. Portnoy heeft zichzelf leren drummen, maar heeft wel theorielessen gehad tijdens zijn middelbareschoolperiode. In deze tijd heeft hij ook gespeeld in twee schoolbands.

## Projecten
In de zomer van 2010 wilde Portnoy graag een rustpauze met Dream Theater. De andere bandleden deelden deze mening niet, waarna Portnoy op 8 september 2010 bekendmaakte de band te verlaten. Portnoy speelt tegenwoordig met andere bands, zoals Transatlantic, the Liquid Tension Experiment en OSI, en hij speelt geregeld bij de Neal Morse-band. Toen de drummer van Avenged Sevenfold, The Rev, in 2009 stierf aan een verkeerde combinatie van medicijnen werd Portnoy in 2010 gevraagd om het nieuwe album in te drummen, en de bijhorende tournee te doen. Omdat Portnoy het grote voorbeeld van The Rev was, vonden de overige bandleden dit een mooi eerbetoon, en Portnoy vond dit eveneens. Na het overlijden, in 2015, van A.J. Pero, drummer van Twisted Sister, verving hij Pero op hun afscheidstournee Forty and fuck it in 2016 met onder andere passages op de Belgische metalfestivals Graspop Metal Meeting en Alcatraz Metal Festival.
Hierna heeft Portnoy aan een aantal projecten meegewerkt. Twee daarvan zijn de supergroepen Adrenaline Mob en Flying Colors. Bij Adrenaline Mob zitten ook Russel Allen (zanger van Symphony X) en gitarist Mike Orlando. Flying Colors is een samenwerkingsverband met Steve Morse, Neal Morse, Dave LaRue en Casey McPherson.
Op 25 oktober 2023 werd op sociale media en op de officiële website van Dream Theater de terugkeer van Portnoy naar Dream Theater bekendgemaakt.

## Apparatuur
Portnoy heeft een Starclassic-drumstel van Tama, Sabian-bekkens en Remo-trommelvellen. Zijn pedalen zijn van DW en Tama Iron Cobra, stokken van Pro-Mark en koebellen en tamboerijnen van Latin Percussion.

### Drumstellen
Portnoy gebruikt, net als de meeste professionele drummers, verschillende drumstellen. Meestal gebruikte hij voor ieder album dat hij met Dream Theater opnam een ander drumstel, maar ook in zijn nevenprojecten, omdat deze drumstellen de nummers beter karakteriseren.
Vanaf het moment dat Portnoy bij Tama kwam gaf hij zijn drumstellen bijnamen waarin het woord "Monster" telkens centraal staat. Zo is op de albums Falling into Infinity en Scenes from a Memory het 'Purple Monster' te horen. 
Bij Tama heeft hij een signature snaredrum, genaamd melody master, vernoemd naar zijn dochter Melody. Bij Sabian heeft een kleine eigen lijn, genaamd de MAX Signature Cymbals, vernoemd naar zijn zoon Max.
Portnoy's eigen bekkens zijn sinds The Purple Monster vrijwel altijd op zijn drumstellen te vinden, niet alleen zijn Dream Theaterdrumstel.
Op de albums Six Degrees of Inner Turbulence en Train of Thought is het 'Siamese Monster' te horen. De naam van dit drumstel is gekozen omdat dit drumstel eigenlijk uit twee drumstellen bestaat die zijn samengevoegd. De linkerzijde van het drumstel bestaat uit zijn traditionele opstelling, een uitgebreid drumstel zoals goed te zien is op afbeeldingen van het 'Purple Monster'. De rechterzijde is meer een experimentele opstelling. In het geval van het Siamese Monster is dit deel van het drumstel afgeleid van zijn OSI-opstelling.
Tijdens de Dream Theatertournee in 2005 en 2006 speelde Portnoy op het 'Albino Monster'. Ook hier bestaat de linkerzijde van het drumstel uit de traditionele opstelling, maar de rechterzijde is vervangen door de opstelling van het drumstel dat John Bonham van Led Zeppelin bespeelde. Dit deel van het drumstel gebruikte hij voor de Hammer of the Gods.

### Dvd's
| Dvd's met hitnoteringen in de Nederlandse Music Top 30 | Datum van verschijnen | Datum van binnenkomst | Hoogste positie | Aantal weken | Opmerkingen                        |
| ------------------------------------------------------ | --------------------- | --------------------- | --------------- | ------------ | ---------------------------------- |
| Live in Tokyo                                          | 2013                  | 07-09-2013            | 15              | 2            | met Sheehan, MacAlpine & Sherinian |

## Alcohol
Portnoy was een tijd alcoholist en heeft over zijn ervaringen met alcoholisme de Alcoholics Anonymous Suite geschreven. Dit muziekstuk bracht hij uit met Dream Theater en is verspreid over meerdere albums.

## Trivia
- In maart 2015 ontving Portnoy zijn 30e Awards van het blad Modern Drummer. Dit is een maandelijks blad dat in 67 landen wordt uitgegeven.[2]
- Toen Portnoy 37 was, werd hij geïntroduceerd in Hall of Fame.